# 610-es főút (Magyarország)
A 610-es számú főút Kaposváron, Kaposújlakon és Kaposmérőn halad át. Hossza 16 km.

## Nyomvonala
A 61-es főút Kaposvárt, Kaposújlakot és Kaposmérőt északról elkerüli. A városba a 61-esből kiágazó 610-es főúton lehet behajtani:
- kelet felől a Taszár és Kaposvár közötti körforgalmi csomópontban, a 61-es, a 66-os és a 610-es út találkozásánál
- nyugat felől a Kaposfő és Kaposmérő közötti körforgalmi csomópontban, a 61-es, a 610-es és a Barcsra vezető út találkozásánál

Teljes hossza, az országos közutak térképes nyilvántartását szolgáló kira.gov.hu adatbázisa szerint 15,967 kilométer.

## Története
1934-ben a kereskedelem- és közlekedésügyi miniszter 70 846/1934. számú rendelete a teljes mai hosszában másodrendű főúttá nyilvánította, a Dombóvár-Nagykanizsa közti 65-ös főút részeként. Később a hazai főúthálózat egyes elemeinek átszámozásával a 61-es főút része lett. Mivel fokozatosan növekvő forgalma sűrűn lakott területeket érintett, ezért építették a 21. század elején a Kaposvárt, 
Kaposújlakot és Kaposmérőt északról elkerülő utat, tehermentesítve ezzel a megyeszékhely jelentős részét és a két falut. Átadása után az elkerülő kapta meg a 61-es számozást, a városon kelet-nyugati irányban áthaladó négysávos út pedig azóta a 610-es számot viseli, ahogy a két falun áthaladó nyomvonal is.